# Tour der British Lions nach Südafrika 1974
| Tour der British Lions nach Südafrika 1974 | Tour der British Lions nach Südafrika 1974 | Tour der British Lions nach Südafrika 1974 | Tour der British Lions nach Südafrika 1974 | Tour der British Lions nach Südafrika 1974 |
| Übersicht                                  | S                                          | G                                          | U                                          | N                                          |
| ------------------------------------------ | ------------------------------------------ | ------------------------------------------ | ------------------------------------------ | ------------------------------------------ |
| Test Matches                               | 04                                         | 03                                         | 1                                          | 0                                          |
| Sonstige Spiele                            | 18                                         | 18                                         | 0                                          | 0                                          |
| Gesamt                                     | 22                                         | 21                                         | 1                                          | 0                                          |
|                                            |                                            |                                            |                                            |                                            |
| Südafrika                                  | 04                                         | 03                                         | 1                                          | 0                                          |

Die Tour der British Lions nach Südafrika 1974 war eine Rugby-Union-Tour der als British Lions bezeichneten Auswahlmannschaft (heute British and Irish Lions). Sie reiste von Mai bis Juli 1974 durch Südafrika und bestritt während dieser Zeit 22 Spiele, darunter vier Test Matches gegen die südafrikanische Nationalmannschaft. Die Lions gewannen sämtliche 18 Spiele gegen regionale Auswahlteams. Auf dem Programm standen auch Begegnungen mit den Auswahlteams von Rhodesien und Südwestafrika. Die Test-Match-Serie gegen die Springboks endete mit drei Siegen der Lions und einem Unentschieden.

## Ereignisse
Die 1974er-Tour gilt als die erfolgreichste der Lions überhaupt. Sie blieben in allen Spielen ungeschlagen, wobei sie die Auswahlmannschaften zum Teil regelrecht dominierten. Erst im letzten von vier Test Matches mussten sie den Springboks ein Unentschieden zugestehen. Zum ersten Mal seit 1896 entschieden die Lions eine Test-Match-Serie in Südafrika für sich. Die Tour war in zweierlei Hinsicht kontrovers, zum einen wegen der international zunehmend verurteilten Apartheid-Politik, zum anderen wegen der Gewalt auf dem Spielfeld.
Auf Druck anderer afrikanischer Staaten hatte das Internationale Olympische Komitee Südafrika seit 1964 von der Teilnahme an den Olympischen Spielen ausgeschlossen, und es hatte auch zunehmend Proteste gegen besuchende Mannschaften aus Südafrika gegeben. Mehrere Spieler, darunter der walisische Flügelstürmer John Taylor, setzten sich gegen die Apartheid ein, indem sie öffentlich erklärten, nicht für die Kaderauswahl zur Verfügung zu stehen. Gerald Davies lehnte die Reise ab, weil er sich angesichts der Folgen und der Realität der Apartheid persönlich unwohl fühlte. Seit 1972 hatten die Springboks kein Test Match mehr bestritten und der neuseeländische Premierminister Norman Kirk ließ eine für 1973 geplante Tour der Springboks nach Neuseeland absagen, da die Sicherheit von Spielern und Zuschauern nicht gewährleistet sei.
Die Verantwortlichen der Lions waren zum Schluss gekommen, dass die Südafrikaner ihre Gegner früher durch ihre körperliche Aggressivität dominiert hatten. Zu dieser Zeit wurde der Schiedsrichter der Test Matches vom Gastgeber gestellt und Auswechslungen fanden nur statt, wenn ein Arzt befand, dass ein Spieler körperlich nicht mehr in der Lage war, weiterzuspielen. Es gab erst wenige Kameras, was die Interventionsmöglichkeiten des Schiedsrichters einschränkte. Die Lions beschlossen, mit dem berüchtigten 99 call (Abkürzung für 999, die Notrufnummer in Großbritannien und Irland) „als erste Vergeltung zu üben“ (to get their retaliation in first). Die Idee dahinter war, dass der Schiedsrichter sicherlich nicht alle Lions vom Platz stellen würde, wenn sie sich „gegen offensichtliche Rücksichtslosigkeit“ (blatant thuggery) „zur Wehr setzten“. Vom dritten Test Match in Port Elizabeth, einem der gewalttätigsten in der Geschichte des Rugbysports, existiert eine Aufnahme, in der J. P. R. Williams nach einem solchen 99 call über den halben Platz rennt, den Zweite-Reihe-Stürmer Johannes van Heerden attackiert und ihn bewusstlos schlägt.

## Spielplan
- Hintergrundfarbe grün = Sieg
- Hintergrundfarbe gelb = Unentschieden

(Test Matches sind grau unterlegt; Ergebnisse aus der Sicht der Lions)
| #  | Datum         | Gegner                        | Ort            | Stadion                 | Ergebnis |
| -- | ------------- | ----------------------------- | -------------- | ----------------------- | -------- |
| 01 | 15. Mai 1974  | Western Transvaal             | Potchefstroom  | Olën Park               | 59:13    |
| 02 | 18. Mai 1974  | Südwestafrika                 | Windhoek       | South West Stadium      | 23:16    |
| 03 | 22. Mai 1974  | Boland                        | Wellington     | Boland Park             | 23:6     |
| 04 | 25. Mai 1974  | Eastern Province              | Port Elizabeth | Boet Erasmus Stadium    | 28:14    |
| 05 | 29. Mai 1974  | South Western Districts       | Mossel Bay     | Van Riebeeck Stadium    | 97:0     |
| 06 | 01. Juni 1974 | Western Province              | Kapstadt       | Newlands Stadium        | 17:8     |
| 07 | 04. Juni 1974 | Proteas                       | Goodwood       | Goodwood Stadium        | 37:6     |
| 08 | 08. Juni 1974 | Südafrika                     | Kapstadt       | Newlands Stadium        | 12:3     |
| 09 | 11. Juni 1974 | Western Province Universities | Kapstadt       | Newlands Stadium        | 26:4     |
| 10 | 15. Juni 1974 | Transvaal                     | Johannesburg   | Ellis Park Stadium      | 23:15    |
| 11 | 18. Juni 1974 | Rhodesien                     | Salisbury      | Police Ground           | 42:6     |
| 12 | 22. Juni 1974 | Südafrika                     | Pretoria       | Loftus Versfeld Stadium | 28:9     |
| 13 | 27. Juni 1974 | Quaggas                       | Johannesburg   | Ellis Park Stadium      | 20:16    |
| 14 | 29. Juni 1974 | Orange Free State             | Bloemfontein   | Free State Stadium      | 11:9     |
| 15 | 03. Juli 1974 | Griqualand West               | Kimberley      | De Beers Stadium        | 69:16    |
| 16 | 06. Juli 1974 | Northern Transvaal            | Pretoria       | Loftus Versfeld Stadium | 16:12    |
| 17 | 09. Juli 1974 | South Africa Leopards         | East London    | Sisa Dukashe Stadium    | 56:10    |
| 18 | 13. Juli 1974 | Südafrika                     | Port Elizabeth | Boet Erasmus Stadium    | 26:9     |
| 19 | 17. Juli 1974 | Border                        | East London    | Border Ground           | 26:6     |
| 20 | 20. Juli 1974 | Natal                         | Durban         | Kings Park Stadium      | 34:6     |
| 21 | 23. Juli 1974 | Eastern Transvaal             | Springs        | PAM Brink Stadium       | 33:10    |
| 22 | 27. Juli 1974 | Südafrika                     | Johannesburg   | Ellis Park Stadium      | 13:13    |

## Test Matches
| 8. Juni 1974 15:30 SAST | Südafrika         | 3 : 12        | British Lions                               | Newlands Stadium, Kapstadt Zuschauer: 45.000 Schiedsrichter: Max Baise (Südafrika) |
| 8. Juni 1974 15:30 SAST | Dropgoals: Snyman | (3:3) Bericht | Straftritte: Bennett (3) Dropgoals: Edwards | Newlands Stadium, Kapstadt Zuschauer: 45.000 Schiedsrichter: Max Baise (Südafrika) |

Aufstellungen:
- Südafrika: Boland Coetzee, Kevin de Klerk, Morné du Plessis, Jan Ellis, Hannes Marais , Ian McCallum, Roy McCallum, Gert Muller, Kol Oosthuizen, Chris Pope, Sakkie Sauermann, Dawie Snyman, Piston van Wyk, Peter Whipp, John Williams
- Lions: Phil Bennett, Gordon Brown, Fran Cotton, Mervyn Davies, Gareth Edwards, Willie John McBride , Ian McLauchlan, Ian McGeechan, Richard Milliken, Fergus Slattery, Billy Steele, Roger Uttley, J. J. Williams, J. P. R. Williams, Bobby Windsor

| 22. Juni 1974 15:30 SAST | Südafrika                               | 9 : 28         | British Lions                                                                                                  | Loftus Versfeld Stadium, Pretoria Zuschauer: 63.500 Schiedsrichter: Casparus de Bruyn (Südafrika) |
| 22. Juni 1974 15:30 SAST | Straftritte: Bosch (2) Dropgoals: Bosch | (3:10) Bericht | Versuche: Bennett Brown Milliken JJ Williams (2) Erhöhungen: Bennett Straftritte: Bennett Dropgoals: McGeechan | Loftus Versfeld Stadium, Pretoria Zuschauer: 63.500 Schiedsrichter: Casparus de Bruyn (Südafrika) |

Aufstellungen:
- Südafrika: Paul Bayvel, Niek Bezuidenhout, Gerald Bosch, Kevin de Klerk, Morné du Plessis, Jan Ellis, Dave Frederickson, Gerrie Germishuys, Dugald Macdonald, Hannes Marais , Ian McCallum, Chris Pope, Jackie Snyman, Peter Whipp, John Williams 
 Dawie Snyman, Leon Vogel
- Lions: Phil Bennett, Gordon Brown, Fran Cotton, Mervyn Davies, Gareth Edwards, Willie John McBride , Ian McGeechan, Ian McLauchlan, Richard Milliken, Fergus Slattery, Billy Steele, Roger Uttley, J. J. Williams, J. P. R. Williams, Bobby Windsor

| 13. Juli 1974 15:15 SAST | Südafrika               | 9 : 26        | British Lions                                                                                     | Boet Erasmus Stadium, Port Elizabeth Zuschauer: 55.000 Schiedsrichter: Casparus de Bruyn (Südafrika) |
| 13. Juli 1974 15:15 SAST | Straftritte: Snyman (3) | (3:7) Bericht | Versuche: Brown JJ Williams (2) Erhöhungen: Irvine Straftritte: Irvine (2) Dropgoals: Bennett (2) | Boet Erasmus Stadium, Port Elizabeth Zuschauer: 55.000 Schiedsrichter: Casparus de Bruyn (Südafrika) |

Aufstellungen:
- Südafrika: Niek Bezuidenhout, Peter Cronjé, Johan de Bruyn, Jan Ellis, Polla Fourie, Klippies Kritzinger, Hannes Marais , Gert Muller, Chris Pope, Tonie Roux, Jan Schlebusch, Jackie Snyman, Gerrie Sonnekus, Johannes van Heerden, Piston van Wyk 
 Auswechselspieler: Kevin de Klerk
- Lions: Phil Bennett, Gordon Brown, Fran Cotton, Mervyn Davies, Gareth Edwards, Andy Irvine, Willie John McBride , Ian McGeechan, Ian McLauchlan, Richard Milliken, Fergus Slattery, Roger Uttley, J. J. Williams, J. P. R. Williams, Bobby Windsor

| 27. Juli 1974 15:30 SAST | Südafrika                                | 13 : 13        | British Lions                                                   | Ellis Park Stadium, Johannesburg Zuschauer: 75.000 Schiedsrichter: Max Baise (Südafrika) |
| 27. Juli 1974 15:30 SAST | Versuche: Cronjé Straftritte: Snyman (3) | (6:10) Bericht | Versuche: Irvine Uttley Erhöhungen: Bennett Straftritte: Irvine | Ellis Park Stadium, Johannesburg Zuschauer: 75.000 Schiedsrichter: Max Baise (Südafrika) |

Aufstellungen:
- Südafrika: Paul Bayvel, Niek Bezuidenhout, Peter Cronjé, Jan Ellis, Cornelius Grobler, Klippies Kritzinger, Hannes Marais , Gert Muller, Chris Pope, Tonie Roux, Jan Schlebusch, Jackie Snyman, Johannes van Heerden, Piston van Wyk, John Williams 
 Auswechselspieler: Jacobus Stander
- Lions: Phil Bennett, Fran Cotton, Mervyn Davies, Gareth Edwards, Andy Irvine, Willie John McBride , Ian McGeechan, Ian McLauchlan, Richard Milliken, Chris Ralston, Fergus Slattery, Roger Uttley, J. J. Williams, J. P. R. Williams, Bobby Windsor

## Kader

### Management
- Tourmanager: Alun Thomas
- Trainer: Syd Millar
- Kapitän: Willie John McBride

### Spieler
| Spieler           | Position         | Mannschaft            |
| ----------------- | ---------------- | --------------------- |
| Gareth Edwards    | Gedrängehalb     | Cardiff RFC           |
| John Moloney      | Gedrängehalb     | St Mary’s College RFC |
| Phil Bennett      | Verbinder        | Llanelli RFC          |
| Mike Gibson       | Verbinder        | North of Ireland FC   |
| Alan Old          | Verbinder        | Leicester Tigers      |
| Roy Bergiers      | Innendreiviertel | Llanelli RFC          |
| Geoff Evans       | Innendreiviertel | Coventry RFC          |
| Ian McGeechan     | Innendreiviertel | Headingley FC         |
| Richard Milliken  | Innendreiviertel | Bangor RFC            |
| Tom Grace         | Außendreiviertel | St Mary’s College RFC |
| Alan Morley       | Außendreiviertel | Bristol Rugby         |
| Clive Rees        | Außendreiviertel | London Welsh RFC      |
| Billy Steele      | Außendreiviertel | Bedford Blues         |
| J. J. Williams    | Außendreiviertel | Llanelli RFC          |
| Andy Irvine       | Schlussmann      | Heriot’s RFC          |
| J. P. R. Williams | Schlussmann      | London Welsh RFC      |

| Spieler             | Position             | Mannschaft            |
| ------------------- | -------------------- | --------------------- |
| Kenneth Kennedy     | Hakler               | London Irish          |
| Bobby Windsor       | Hakler               | Pontypool RFC         |
| Mike Burton         | Pfeiler              | Gloucester RFC        |
| Sandy Carmichael    | Pfeiler              | West of Scotland FC   |
| Fran Cotton         | Pfeiler              | Coventry RFC          |
| Ian McLauchlan      | Pfeiler              | Jordanhill RFC        |
| Gordon Brown        | Zweite-Reihe-Stürmer | West of Scotland FC   |
| Willie John McBride | Zweite-Reihe-Stürmer | Ballymena RFC         |
| Chris Ralston       | Zweite-Reihe-Stürmer | Richmond FC           |
| Roger Uttley        | Zweite-Reihe-Stürmer | Gosforth RFC          |
| Tommy David         | Flügelstürmer        | Llanelli RFC          |
| Stewart McKinney    | Flügelstürmer        | Dungannon RFC         |
| Tony Neary          | Flügelstürmer        | Broughton Park RUFC   |
| Fergus Slattery     | Flügelstürmer        | Blackrock College RFC |
| Mervyn Davies       | Nummer Acht          | Swansea RFC           |
| Andy Ripley         | Nummer Acht          | Rosslyn Park FC       |